# Vizianagaram
Vizianagaram (en telugu: విజయనగరం ) es una localidad de la India, centro administrativo del distrito de Vizianagaram, estado de Andhra Pradesh.

## Geografía
Se encuentra a una altitud de 66 m s. n. m. a 643 km de la capital estatal, Hyderabad, en la zona horaria UTC +5:30.

## Demografía
Según estimación 2010 contaba con una población de 184 527 habitantes.